# Захаров, Алексей Петрович
Алексей Петрович Захаров (1831—1899) — заслуженный профессор и директор Петровской сельскохозяйственной академии; действительный статский советник.

## Биография
Родился в 1831 году.
Учился в Рождественском уездном училище и с 1846 года — в Константиновском межевом институте.
В 1856—1859 годах участвовал в Алтайской экспедиции.
В 1865 году стал экстраординарным профессором низшей геодезии Петровской земледельческой и лесной академии, с 1881 года — декан, затем — заслуженный профессор. После принятия нового Устава академии, в 1890—1894 годах был её директором. В 1882 году был произведён в действительные статские советники. В 1892 году был награждён орденом Св. Станислава 1-й степени.
В 1894—1897 годах входил в состав Комиссии по изучению переселенческих пунктов Сибири.
Умер 5 (17) сентября 1899 года. Похоронен в Сергиевом Посаде на Лазаревском кладбище.
Его сын Алексей в письме к Г. П. Георгиевскому от 15 декабря 1917 года сообщил ряд биографических сведений об отце, приложив его фотографию 1893 года.